# Candacia guggenheimi
Candacia guggenheimi är en kräftdjursart som beskrevs av K.R.E. Grice och Jones 1960. Candacia guggenheimi ingår i släktet Candacia och familjen Candaciidae. Inga underarter finns listade i Catalogue of Life.